# UEFA Conference League 2024-2025 (fase a eliminazione diretta)
La fase a eliminazione diretta della UEFA Conference League 2024-2025 si è disputata tra il 13 febbraio 2025 e il 28 maggio 2025. Hanno partecipato a questa fase della competizione 24 club: le due semifinaliste vincenti si sono sfidate nella finale di Breslavia (Polonia).

## Date
Tutti i sorteggi si svolgono presso il quartier generale dell'UEFA a Nyon (Svizzera).
| Turno            | Sorteggio                       | Andata                                            | Ritorno                                           |
| ---------------- | ------------------------------- | ------------------------------------------------- | ------------------------------------------------- |
| Spareggi         | 20 dicembre 2024, ore 13:00 CET | 13 febbraio 2025                                  | 20 febbraio 2025                                  |
| Ottavi di finale | 21 febbraio 2025, ore 14:00 CET | 6 marzo 2025                                      | 13 marzo 2025                                     |
| Quarti di finale | 21 febbraio 2025, ore 14:00 CET | 10 aprile 2025                                    | 17 aprile 2025                                    |
| Semifinali       | 21 febbraio 2025, ore 14:00 CET | 1º maggio 2025                                    | 8 maggio 2025                                     |
| Finale           | N.D.                            | 28 maggio 2025 allo stadio municipale (Breslavia) | 28 maggio 2025 allo stadio municipale (Breslavia) |

## Formato
Partecipano alla fase a eliminazione diretta 24 squadre: gli 8 club che si sono classificati dal primo all'ottavo posto nella fase campionato sono qualificati direttamente agli ottavi di finale, mentre i 16 club classificati dal nono al ventiquattresimo posto partecipano agli spareggi.
Ogni turno della fase a eliminazione diretta, eccetto la finale, viene disputato in gara doppia (andata e ritorno), in modo che ogni squadra possa giocare una gara in casa. Si qualifica al turno successivo la squadra che nel computo totale realizza più gol. Il 24 giugno 2021, l'UEFA ha approvato l'abolizione della regola dei gol in trasferta, che era stata usata dal 1965. Se al termine delle partite di andata e ritorno le due squadre hanno segnato in totale lo stesso numero di reti, il vincitore non è deciso da chi ha segnato più reti in trasferta, ma dalla disputa dei tempi supplementari. In caso di ulteriore parità, il vincitore è deciso tramite la disputa dei tiri di rigore. Nella finale, giocata in gara secca, se al termine dei tempi regolamentari il punteggio è di parità, si procede con la disputa dei tempi supplementari seguiti, eventualmente, dai tiri di rigore.

### Procedura del sorteggio
Nella fase a eliminazione diretta squadre della stessa Federazione possono affrontarsi in qualsiasi turno.
Il meccanismo dei sorteggi per ogni turno è il seguente:
- Nel sorteggio degli spareggi, le otto squadre che terminano la fase campionato nelle posizioni 9–16 sono teste di serie, mentre le otto squadre che terminano la fase campionato nelle posizioni 17–24 non sono teste di serie. Il sorteggio è diviso in quattro sezioni in base al predeterminato tabellone, con le squadre teste di serie in ogni sezione sorteggiate contro una delle loro due possibili avversarie non teste di serie. Le squadre teste di serie giocano la gara di ritorno in casa.
- Nel sorteggio per gli ottavi di finale, le otto squadre che terminano la fase campionato nelle posizioni 1–8 sono teste di serie, e le otto vincitrici degli spareggi non sono teste di serie. Il sorteggio è diviso in quattro sezioni in base al predeterminato tabellone, con le squadre teste di serie in ogni sezione sorteggiate contro una delle loro due possibili avversarie non teste di serie. Le squadre teste di serie giocano la gara di ritorno in casa.
- Nel sorteggio dei quarti di finale e delle semifinali, gli abbinamenti esatti delle partite sono predeterminati in base al tabellone. Si effettua un sorteggio solo per determinare quale squadra gioca la partita d'andata in casa. La vincitrice della prima semifinale è designata come squadra di casa per la finale per scopi amministrativi, giocata in campo neutro.

### Abbinamenti del tabellone
Gli abbinamenti del tabellone sono parzialmente prestabiliti, con uno schema simmetrico su entrambi i lati. Le posizioni delle squadre nel tabellone sono determinati dalla classifica finale nella fase campionato, assicurando che le squadre con un punteggio più alto affrontino avversari con un punteggio più basso nei turni precedenti. Pertanto, le prime due squadre della fase campionato non possono incontrarsi fino alla finale.
La struttura del tabellone è riassunta come segue, con gli abbinamenti esatti degli spareggi e degli ottavi di finale determinati da un sorteggio:
- Spareggi
  - Primo abbinamento: 9ª/10ª classificata contro 23ª/24ª classificata
  - Secondo abbinamento: 11ª/12ª classificata contro 21ª/22ª classificata
  - Terzo abbinamento: 13ª/14ª classificata contro 19ª/20ª classificata
  - Quarto abbinamento: 15ª/16ª classificata contro 17ª/18ª classificata
- Ottavi di finale
  - Abbinamento A: 1ª/2ª classificata contro la vincintrice del quarto abbinamento
  - Abbinamento B: 3ª/4ª classificata contro la vincitrice del terzo abbinamento
  - Abbinamento C: 5ª/6ª classificata contro la vincitrice del secondo abbinamento
  - Abbinamento D: 7ª/8ª classificata contro la vincitrice del primo abbinamento
- Quarti di finale
  - Primo abbinamento: vincitrice abbinamento A contro vincitrice abbinamento D
  - Secondo abbinamento: vincitrice abbinamento B contro vincitrice abbinamento C
- Semifinali: vincitrice primo abbinamento contro vincitrice secondo abbinamento

## Squadre
| Legenda                                          |
| ------------------------------------------------ |
| Finalisti della UEFA Conference League 2024-2025 |
| Semifinalisti                                    |
| Eliminati ai quarti di finale                    |
| Eliminati agli ottavi di finale                  |
| Eliminati agli spareggi                          |

| Squadre           | Coeff  |
| ----------------- | ------ |
| Chelsea           | 96.000 |
| Vitória Guimarães | 11.263 |
| Fiorentina        | 42.000 |
| Rapid Vienna      | 14.000 |
| Djurgården        | 16.500 |
| Lugano            | 8.000  |
| Legia Varsavia    | 18.000 |
| Cercle Bruges     | 9.760  |

| Squadre         | Coeff  |
| --------------- | ------ |
| Jagiellonia     | 5.075  |
| Shamrock Rovers | 9.500  |
| APOEL           | 14.500 |
| Pafos           | 4.420  |
| Panathīnaïkos   | 6.305  |
| Olimpia Lubiana | 10.500 |
| Betis           | 33.000 |
| Heidenheim      | 17.324 |

| Squadre          | Coeff  |
| ---------------- | ------ |
| Gent             | 45.000 |
| Copenaghen       | 51.500 |
| Víkingur         | 4.000  |
| Borac Banja Luka | 5.500  |
| Celje            | 4.500  |
| Omonia           | 12.000 |
| Molde            | 28.500 |
| TSC Bačka Topola | 5.555  |

## Tabellone
|  | Spareggi         | Spareggi     | Spareggi | Spareggi |   |                  | Ottavi di finale     | Ottavi di finale | Ottavi di finale | Ottavi di finale |             |             | Quarti di finale | Quarti di finale | Quarti di finale | Quarti di finale |       |   | Semifinali | Semifinali | Semifinali | Semifinali |  |  | Finale | Finale |
|  |                  |              |          |          |   |                  |                      |                  |                  |                  |             |             |                  |                  |                  |                  |       |   |            |            |            |            |  |  |        |        |
|  | Gent             | 0            | 1        | 1        |   |                  | Betis                | 2                | 4                | 6                |             |             |                  |                  |                  |                  |       |   |            |            |            |            |  |  |        |        |
|  | Betis            | 3            | 0        | 3        |   |                  | Vitória Guimarães    | 2                | 0                | 2                |             |             |                  |                  |                  |                  |       |   |            |            |            |            |  |  |        |        |
|  | Betis            | 3            | 0        | 3        |   | Betis            | Vitória Guimarães    | 2                | 0                | 2                | 2           | 1           | 3                |                  |                  |                  |       |   |            |            |            |            |  |  |        |        |
|  |                  |              |          |          |   |                  |                      |                  |                  |                  | 2           | 1           | 3                |                  |                  |                  |       |   |            |            |            |            |  |  |        |        |
|  |                  | Jagiellonia  | 0        | 1        | 1 |                  |                      |                  |                  |                  |             |             |                  |                  |                  |                  |       |   |            |            |            |            |  |  |        |        |
|  | TSC Bačka Topola | Jagiellonia  | 0        | 1        | 1 | 1                | 1                    | 2                | Jagiellonia      | 3                | 0           | 3           |                  |                  |                  |                  |       |   |            |            |            |            |  |  |        |        |
|  | TSC Bačka Topola |              |          |          |   | 1                | 1                    | 2                | Jagiellonia      | 3                | 0           | 3           |                  |                  |                  |                  |       |   |            |            |            |            |  |  |        |        |
|  | Jagiellonia      | 3            | 3        | 6        |   |                  | Cercle Bruges        | 0                | 2                | 2                |             |             |                  |                  |                  |                  |       |   |            |            |            |            |  |  |        |        |
|  | Jagiellonia      | 3            | 3        | 6        |   |                  |                      |                  |                  | 2                |             | Betis (dts) | 2                | 2                | 4                |                  |       |   |            |            |            |            |  |  |        |        |
|  |                  |              |          |          |   |                  |                      |                  |                  |                  |             |             |                  |                  |                  |                  |       |   |            |            |            |            |  |  |        |        |
|  |                  | Fiorentina   | 1        | 2        | 3 |                  |                      |                  |                  |                  |             |             |                  |                  |                  |                  |       |   |            |            |            |            |  |  |        |        |
|  | Celje            | Fiorentina   | 1        | 2        | 3 | 2                | 2                    | 4                |                  |                  | Celje (dtr) | 1           | 4                | 5 (3)            |                  |                  |       |   |            |            |            |            |  |  |        |        |
|  | Celje            |              |          |          |   | 2                | 2                    | 4                |                  |                  | Celje (dtr) | 1           | 4                | 5 (3)            |                  |                  |       |   |            |            |            |            |  |  |        |        |
|  | APOEL            | 2            | 0        | 2        |   |                  | Lugano               | 0                | 5                | 5 (1)            |             |             |                  |                  |                  |                  |       |   |            |            |            |            |  |  |        |        |
|  | APOEL            | 2            | 0        | 2        |   | Celje            | Lugano               | 0                | 5                | 5 (1)            | 1           | 2           | 3                |                  |                  |                  |       |   |            |            |            |            |  |  |        |        |
|  |                  |              |          |          |   |                  |                      |                  |                  |                  | 1           | 2           | 3                |                  |                  |                  |       |   |            |            |            |            |  |  |        |        |
|  |                  | Fiorentina   | 2        | 2        | 4 |                  |                      |                  |                  |                  |             |             |                  |                  |                  |                  |       |   |            |            |            |            |  |  |        |        |
|  | Víkingur         | Fiorentina   | 2        | 2        | 4 | 2                | 0                    | 2                | Panathīnaïkos    | 3                | 1           | 4           |                  |                  |                  |                  |       |   |            |            |            |            |  |  |        |        |
|  | Víkingur         |              |          |          |   | 2                | 0                    | 2                | Panathīnaïkos    | 3                | 1           | 4           |                  |                  |                  |                  |       |   |            |            |            |            |  |  |        |        |
|  | Panathīnaïkos    | 1            | 2        | 3        |   |                  | Fiorentina           | 2                | 3                | 5                |             |             |                  |                  |                  |                  |       |   |            |            |            |            |  |  |        |        |
|  | Panathīnaïkos    | 1            | 2        | 3        |   |                  |                      |                  |                  |                  |             |             |                  |                  |                  |                  | Betis | 1 |            |            |            |            |  |  |        |        |
|  |                  |              |          |          |   |                  |                      |                  |                  |                  |             |             |                  |                  |                  |                  |       |   |            |            |            |            |  |  |        |        |
|  |                  | Chelsea      | 4        |          |   |                  |                      |                  |                  |                  |             |             |                  |                  |                  |                  |       |   |            |            |            |            |  |  |        |        |
|  | Omonia           | Chelsea      | 4        | 1        | 1 | 2                |                      |                  | Pafos            | 1                | 0           | 1           |                  |                  |                  |                  |       |   |            |            |            |            |  |  |        |        |
|  | Omonia           |              |          | 1        | 1 | 2                |                      |                  | Pafos            | 1                | 0           | 1           |                  |                  |                  |                  |       |   |            |            |            |            |  |  |        |        |
|  | Pafos            | 1            | 2        | 3        |   |                  | Djurgården           | 0                | 3                | 3                |             |             |                  |                  |                  |                  |       |   |            |            |            |            |  |  |        |        |
|  | Pafos            | 1            | 2        | 3        |   | Djurgården (dts) | Djurgården           | 0                | 3                | 3                | 0           | 4           | 4                |                  |                  |                  |       |   |            |            |            |            |  |  |        |        |
|  |                  |              |          |          |   |                  |                      |                  |                  |                  | 0           | 4           | 4                |                  |                  |                  |       |   |            |            |            |            |  |  |        |        |
|  |                  | Rapid Vienna | 1        | 1        | 2 |                  |                      |                  |                  |                  |             |             |                  |                  |                  |                  |       |   |            |            |            |            |  |  |        |        |
|  | Borac Banja Luka | Rapid Vienna | 1        | 1        | 2 | 1                | 0                    | 1                | Borac Banja Luka | 1                | 1           | 2           |                  |                  |                  |                  |       |   |            |            |            |            |  |  |        |        |
|  | Borac Banja Luka |              |          |          |   | 1                | 0                    | 1                | Borac Banja Luka | 1                | 1           | 2           |                  |                  |                  |                  |       |   |            |            |            |            |  |  |        |        |
|  | Olimpia Lubiana  | 0            | 0        | 0        |   |                  | Rapid Vienna (dts)   | 1                | 2                | 3                |             |             |                  |                  |                  |                  |       |   |            |            |            |            |  |  |        |        |
|  | Olimpia Lubiana  | 0            | 0        | 0        |   |                  |                      |                  |                  | 3                |             | Djurgården  | 1                | 0                | 1                |                  |       |   |            |            |            |            |  |  |        |        |
|  |                  |              |          |          |   |                  |                      |                  |                  |                  |             |             |                  |                  |                  |                  |       |   |            |            |            |            |  |  |        |        |
|  |                  | Chelsea      | 4        | 1        | 5 |                  |                      |                  |                  |                  |             |             |                  |                  |                  |                  |       |   |            |            |            |            |  |  |        |        |
|  | Molde (dtr)      | Chelsea      | 4        | 1        | 5 | 0                | 1                    | 1 (5)            |                  |                  | Molde       | 3           | 0                | 3                |                  |                  |       |   |            |            |            |            |  |  |        |        |
|  | Molde (dtr)      |              |          |          |   | 0                | 1                    | 1 (5)            |                  |                  | Molde       | 3           | 0                | 3                |                  |                  |       |   |            |            |            |            |  |  |        |        |
|  | Shamrock Rovers  | 1            | 0        | 1 (4)    |   |                  | Legia Varsavia (dts) | 2                | 2                | 4                |             |             |                  |                  |                  |                  |       |   |            |            |            |            |  |  |        |        |
|  | Shamrock Rovers  | 1            | 0        | 1 (4)    |   | Legia Varsavia   | Legia Varsavia (dts) | 2                | 2                | 4                | 0           | 2           | 2                |                  |                  |                  |       |   |            |            |            |            |  |  |        |        |
|  |                  |              |          |          |   |                  |                      |                  |                  |                  | 0           | 2           | 2                |                  |                  |                  |       |   |            |            |            |            |  |  |        |        |
|  |                  | Chelsea      | 3        | 1        | 4 |                  |                      |                  |                  |                  |             |             |                  |                  |                  |                  |       |   |            |            |            |            |  |  |        |        |
|  | Copenaghen (dts) | Chelsea      | 3        | 1        | 4 | 1                | 3                    | 4                | Copenaghen       | 1                | 0           | 1           |                  |                  |                  |                  |       |   |            |            |            |            |  |  |        |        |
|  | Copenaghen (dts) |              |          |          |   | 1                | 3                    | 4                | Copenaghen       | 1                | 0           | 1           |                  |                  |                  |                  |       |   |            |            |            |            |  |  |        |        |
|  | Heidenheim       | 2            | 1        | 3        |   |                  | Chelsea              | 2                | 1                | 3                |             |             |                  |                  |                  |                  |       |   |            |            |            |            |  |  |        |        |

## Partite

### Spareggi

#### Sorteggio
Il sorteggio è diviso in quattro urne, in base agli abbinamenti prestabiliti per la fase a eliminazione diretta. Le squadre sono assegnate in base alla loro posizione finale nella fase campionato. Le squadre classificate dalla nona alla sedicesima posizione sono teste di serie, e giocano le partite di ritorno in casa, mentre le squadre classificate dalla diciassettesima alla ventiquattresima posizione non sono teste di serie.
| 9ª/10ª classificata vs 23ª/24ª classificata | 9ª/10ª classificata vs 23ª/24ª classificata | 11ª/12ª classificata vs 21ª/22ª classificata | 11ª/12ª classificata vs 21ª/22ª classificata |
| Teste di serie                              | Non teste di serie                          | Teste di serie                               | Non teste di serie                           |
| ------------------------------------------- | ------------------------------------------- | -------------------------------------------- | -------------------------------------------- |
| Jagiellonia Shamrock Rovers                 | Molde TSC Bačka Topola                      | APOEL Pafos                                  | Celje Omonia                                 |

| 13ª/14ª classificata vs 19ª/20ª classificata | 13ª/14ª classificata vs 19ª/20ª classificata | 15ª/16ª classificata vs 17ª/18ª classificata | 15ª/16ª classificata vs 17ª/18ª classificata |
| Teste di serie                               | Non teste di serie                           | Teste di serie                               | Non teste di serie                           |
| -------------------------------------------- | -------------------------------------------- | -------------------------------------------- | -------------------------------------------- |
| Panathīnaïkos Olimpia Lubiana                | Víkingur Borac Banja Luka                    | Betis Heidenheim                             | Gent Copenaghen                              |

#### Risultati
| Squadra 1        | Totale          | Squadra 2       | Andata | Ritorno     |
| ---------------- | --------------- | --------------- | ------ | ----------- |
| Gent             | 1 - 3           | Betis           | 0 - 3  | 1 - 0       |
| TSC Bačka Topola | 2 - 6           | Jagiellonia     | 1 - 3  | 1 - 3       |
| Celje            | 4 - 2           | APOEL           | 2 - 2  | 2 - 0       |
| Víkingur         | 2 - 3           | Panathīnaïkos   | 2 - 1  | 0 - 2       |
| Copenaghen       | 4 - 3           | Heidenheim      | 1 - 2  | 3 - 1 (dts) |
| Molde            | 1 - 1 (5-4 dtr) | Shamrock Rovers | 0 - 1  | 1 - 0 (dts) |
| Omonia           | 2 - 3           | Pafos           | 1 - 1  | 1 - 2       |
| Borac Banja Luka | 1 - 0           | Olimpia Lubiana | 1 - 0  | 0 - 0       |

##### Andata
| Arbitro: | António Nobre |

|              |           |                          |
| Mboungou 28’ | Marcatori | 31’, 89’ Imaz 81’ Pululu |

| Arbitro: | Mykola Balakin |

|               |           |                       |
| Kučys 2’, 59’ | Marcatori | 32’ Abagna 70’ Laïfīs |

| Arbitro: | Rohit Saggi |

|                              |           |                        |
| Atlason 13’ Vilhjálmsson 56’ | Marcatori | 90+1’ (rig.) Iōannidīs |

| Arbitro: | Andris Treimanis |

|  |           |               |
|  | Marcatori | 57’ M. Noonan |

| Arbitro: | Horațiu Feșnic |

|  |           |                                     |
|  | Marcatori | 47’ Antony 72’ Bakambu 84’ Altimira |

| Arbitro: | Radu Petrescu |

|               |           |  |
| Ogrinec 90+1’ | Marcatori |  |

| Arbitro: | Simone Sozza |

|                   |           |           |
| Semedo 51’ (rig.) | Marcatori | 84’ Oršić |

| Arbitro: | Alexandros Tsakalidis |

|               |           |                           |
| Larsson 45+1’ | Marcatori | 59’ Keller 85’ Siersleben |

##### Ritorno
| Arbitro: | Damian Sylwestrzak |

|  |           |           |
|  | Marcatori | 87’ Brown |

| Lubiana 20 febbraio 2025, ore 18:45 CET ← andata | Olimpia Lubiana       | 0 – 0 (tot.: 0-1) referto | Borac Banja Luka | Stadio Stožice (12 169 spett.)\| Arbitro: \| Manfredas Lukjančukas \| |
| Arbitro:                                         | Manfredas Lukjančukas |                           |                  |                                                                       |

| Arbitro: | Clément Turpin |

|                     |           |             |
| Bruno 28’ Silva 65’ | Marcatori | 60’ Jovetić |

| Arbitro: | Nikola Dabanović |

|             |           |                                          |
| Scienza 74’ | Marcatori | 37’ Chiakha 53’ (rig.) Diks 114’ Huescas |

| Arbitro: | Allard Lindhout |

|                                         |           |             |
| Hansen 8’ Imaz 70’ Radojević 76’ (aut.) | Marcatori | 17’ Lazetić |

| Arbitro: | John Beaton |

|  |           |                         |
|  | Marcatori | 45+4’ Kučys 51’ Svetlin |

| Arbitro: | Rade Obrenović |

|                           |           |  |
| Mladenović 70’ Tetê 90+5’ | Marcatori |  |

| Arbitro: | Anastasios Sidīropoulos |

|                                              |                      |                                    |
|                                              | Marcatori            | 10’ Eikrem                         |
| Healy M. Noonan Greene J. O'Sullivan McEneff | Tiri di rigore 4 – 5 | Ihler Stenevik Enggård Daga Hestad |

### Ottavi di finale

#### Sorteggio
Il sorteggio è diviso in quattro urne, in base agli abbinamenti prestabiliti per la fase a eliminazione diretta. Le squadre sono assegnate in base alla loro posizione finale nella fase campionato. Le squadre classificate dalla prima all'ottava posizione sono teste di serie, e giocano le partite di ritorno in casa, mentre le squadre vincitrici degli spareggi non sono teste di serie.
| 1ª/2ª classificata vs 15ª/16ª/17ª/18ª classificata | 1ª/2ª classificata vs 15ª/16ª/17ª/18ª classificata | 3ª/4ª classificata vs 13ª/14ª/19ª/20ª classificata | 3ª/4ª classificata vs 13ª/14ª/19ª/20ª classificata |
| Teste di serie                                     | Non teste di serie                                 | Teste di serie                                     | Non teste di serie                                 |
| -------------------------------------------------- | -------------------------------------------------- | -------------------------------------------------- | -------------------------------------------------- |
| Chelsea Vitória Guimarães                          | Betis Copenaghen                                   | Fiorentina Rapid Vienna                            | Panathīnaïkos Borac Banja Luka                     |

| 5ª/6ª classificata vs 11ª/12ª/21ª/22ª classificata | 5ª/6ª classificata vs 11ª/12ª/21ª/22ª classificata | 7ª/8ª classificata vs 9ª/10ª/23ª/24ª classificata | 7ª/8ª classificata vs 9ª/10ª/23ª/24ª classificata |
| Teste di serie                                     | Non teste di serie                                 | Teste di serie                                    | Non teste di serie                                |
| -------------------------------------------------- | -------------------------------------------------- | ------------------------------------------------- | ------------------------------------------------- |
| Djurgården Lugano                                  | Celje Pafos                                        | Legia Varsavia Cercle Bruges                      | Jagiellonia Molde                                 |

#### Risultati
| Squadra 1        | Totale          | Squadra 2         | Andata | Ritorno     |
| ---------------- | --------------- | ----------------- | ------ | ----------- |
| Betis            | 6 - 2           | Vitória Guimarães | 2 - 2  | 4 - 0       |
| Jagiellonia      | 3 - 2           | Cercle Bruges     | 3 - 0  | 0 - 2       |
| Celje            | 5 - 5 (3-1 dtr) | Lugano            | 1 - 0  | 4 - 5 (dts) |
| Panathīnaïkos    | 4 - 5           | Fiorentina        | 3 - 2  | 1 - 3       |
| Copenaghen       | 1 - 3           | Chelsea           | 1 - 2  | 0 - 1       |
| Molde            | 3 - 4           | Legia Varsavia    | 3 - 2  | 0 - 2 (dts) |
| Pafos            | 1 - 3           | Djurgården        | 1 - 0  | 0 - 3       |
| Borac Banja Luka | 2 - 3           | Rapid Vienna      | 1 - 1  | 1 - 2 (dts) |

##### Andata
| Arbitro: | Nikola Dabanović |

|                      |           |                         |
| Bakambu 48’ Isco 75’ | Marcatori | 51’ Mendes 81’ Oliveira |

| Arbitro: | Erik Lambrechts |

|                                      |           |                         |
| Świderski 5’ Maksimović 19’ Tetê 55’ | Marcatori | 20’ Beltrán 23’ Fagioli |

| Arbitro: | Horațiu Feșnic |

|                                        |           |                           |
| Hestad 11’ Eriksen 17’ Gulbrandsen 43’ | Marcatori | 64’ Chodyna 67’ Luquinhas |

| Arbitro: | Georgi Kabakov |

|             |           |                         |
| Pereira 79’ | Marcatori | 46’ James 65’ Fernández |

| Arbitro: | Anastasios Sidīropoulos |

|                                      |           |  |
| Pululu 69’ (rig.), 78’ Romanczuk 75’ | Marcatori |  |

| Arbitro: | António Nobre |

|             |           |  |
| Svetlin 23’ | Marcatori |  |

| Arbitro: | Jérôme Brisard |

|                      |           |           |
| Vuković 90+2’ (rig.) | Marcatori | 34’ Beljo |

| Arbitro: | Giorgi Kruashvili |

|              |           |  |
| Tanković 65’ | Marcatori |  |

##### Ritorno
| Arbitro: | Morten Krogh |

|                                       |           |  |
| Van der Bruggen 8’ Felipe Augusto 50’ | Marcatori |  |

| Arbitro: | Andris Treimanis |

|                                                           |                      |                                                     |
| Mahmoud 21’ Koutsias 42’, 80’ Dos Santos 44’ Doumbia 118’ | Marcatori            | 40’ Sešlar 68’ Svetlin 90+5’ (rig.) Kučys 97’ Nieto |
| Przybyłko Steffen Mai Cimignani                           | Tiri di rigore 1 – 3 | Edmilson Sešlar Karničnik                           |

| Arbitro: | Allard Lindhout |

|                      |           |             |
| Beljo 70’ Schaub 96’ | Marcatori | 66’ Ogrinec |

| Arbitro: | Sebastian Gishamer |

|                                      |           |  |
| Fallenius 35’ Stensson 69’ Nguen 86’ | Marcatori |  |

| Arbitro: | Serdar Gözübüyük |

|  |           |                                     |
|  | Marcatori | 5’, 20’ Bakambu 58’ Antony 80’ Isco |

| Arbitro: | John Beaton |

|                                         |           |                      |
| Mandragora 12’ Guðmundsson 24’ Kean 75’ | Marcatori | 81’ (rig.) Iōannidīs |

| Arbitro: | Matej Jug |

|                         |           |  |
| Morishita 38’ Gual 108’ | Marcatori |  |

| Arbitro: | Radu Petrescu |

|                   |           |  |
| Dewsbury-Hall 55’ | Marcatori |  |

### Quarti di finale

#### Risultati
| Squadra 1      | Totale | Squadra 2    | Andata | Ritorno     |
| -------------- | ------ | ------------ | ------ | ----------- |
| Betis          | 3 - 1  | Jagiellonia  | 2 - 0  | 1 - 1       |
| Celje          | 3 - 4  | Fiorentina   | 1 - 2  | 2 - 2       |
| Legia Varsavia | 2 - 4  | Chelsea      | 0 - 3  | 2 - 1       |
| Djurgården     | 4 - 2  | Rapid Vienna | 0 - 1  | 4 - 1 (dts) |

Note
1. ↑  Inversione di campo rispetto all'esito del sorteggio per evitare la concomitanza con l'incontro di Europa League tra Tottenham e Eintracht Francoforte giocato nella stessa città.

##### Andata
| Arbitro: | Serdar Gözübüyük |

|  |           |                             |
|  | Marcatori | 49’ George 57’, 74’ Madueke |

| Arbitro: | Anthony Taylor |

|                                |           |  |
| Bakambu 24’ J. Rodríguez 45+2’ | Marcatori |  |

| Arbitro: | Felix Zwayer |

|                              |           |                                   |
| Delaurier-Chaubet 68’ (rig.) | Marcatori | 27’ Ranieri 62’ (rig.) Mandragora |

| Arbitro: | Tobias Stieler |

|  |           |                     |
|  | Marcatori | 62’ (aut.) Finndell |

##### Ritorno
| Arbitro: | Clément Turpin |

|              |           |             |
| Čurlinov 81’ | Marcatori | 78’ Bakambu |

| Arbitro: | João Pinheiro |

|                         |           |                       |
| Mandragora 37’ Kean 67’ | Marcatori | 54’ Matko 65’ Nemanič |

| Arbitro: | Anthony Taylor |

|                  |           |                                                    |
| Une 45+1’ (aut.) | Marcatori | 42’ (rig.)Danielson 77’ Kosugi 93’, 105’ Gulliksen |

| Arbitro: | Alejandro Hernández Hernández |

|               |           |                                |
| Cucurella 33’ | Marcatori | 10’ (rig.) Pekhart 53’ Kapuadi |

### Semifinali

#### Risultati
| Squadra 1  | Totale | Squadra 2  | Andata | Ritorno     |
| ---------- | ------ | ---------- | ------ | ----------- |
| Betis      | 4 - 3  | Fiorentina | 2 - 1  | 2 - 2 (dts) |
| Djurgården | 1 - 5  | Chelsea    | 1 - 4  | 1 - 0       |

Note
1. ↑  Inversione di campo rispetto all'esito del sorteggio per evitare la concomitanza con l'incontro di Europa League tra Tottenham e Bodø/Glimt giocato nella stessa città.

##### Andata
| Arbitro: | Michael Oliver |

|                          |           |             |
| Ezzalzouli 6’ Antony 64’ | Marcatori | 73’ Ranieri |

| Arbitro: | Sandro Schärer |

|               |           |                                         |
| Alemayehu 68’ | Marcatori | 13’ Sancho 43’ Madueke 59’, 65’ Jackson |

##### Ritorno
| Arbitro: | Glenn Nyberg |

|                 |           |                           |
| Gosens 34’, 42’ | Marcatori | 30’ Antony 97’ Ezzalzouli |

| Arbitro: | João Pinheiro |

|                   |           |  |
| Dewsbury-Hall 38’ | Marcatori |  |

### Finale
| Arbitro: | Irfan Peljto |

|               |           |                                                    |
| Ezzalzouli 9’ | Marcatori | 65’ Fernández 70’ Jackson 83’ Sancho 90+1’ Caicedo |